# 山梨新報
山梨新報（やまなししんぽう）とは株式会社山梨新報社が発行する山梨県の県域週刊紙である。

## 概説
テレビ山梨出資のもと1973年8月11日に創刊。県内の読売新聞・朝日新聞・毎日新聞・産経新聞の各販売所に委託し毎週金曜日に発行を行っているが県内でも北杜市・北都留郡は郵送のみ対応。新聞と名乗っているが日刊紙ではないことと日本新聞協会に加盟していないことから雑誌として扱われていることも多い。当初は日刊紙として発行されていた。番組表はないが、テレビ山梨・FM-FUJIの番組案内が掲載されている。ホームページ上で権利上不可となる一部を除きその週の紙面が閲覧できる。
山梨新報のほかにも関連出版物や各種イベント開催も携わっている。

## 企業概要
- 商号:株式会社山梨新報社
- 本社:〒400-0864　山梨県甲府市湯田2丁目9番地8号　UTY会館2階
- 発行部数:6万9,850部